# Tragopa ovalis
Tragopa ovalis är en insektsart som beskrevs av Hermann Burmeister. Tragopa ovalis ingår i släktet Tragopa och familjen hornstritar. Inga underarter finns listade i Catalogue of Life.